# Молинаро, Кристиан
Кристиан Молина́ро (итал. Cristian Molinaro; род. 30 июля 1983, Валло-делла-Лукания, Кампания) — итальянский футболист, левый защитник.

## Карьера
Кристиан Молинаро родился в Мойо-делла-Чивителла, рядом с Салерно, 30 июля 1983 года. Начал играть в пять лет в команде «Джельбизон». Он всегда играл на позиции левого полузащитника. Когда он присоединился к молодёжной академии «Салернитаны», то был перемещен на позицию левого защитника.
15 июня 2010 года «Штутгарт» выкупил трансфер Молинаро за 3,9 млн евро.
30 января 2014 года Молинаро вернулся в Серию А, перейдя в итальянский клуб «Парма».

## Национальная сборная
Дебютировал в сборной Италии в товарищеском матче со сборной Кот д’Ивуара 10 августа 2010 года.